# Lambda Hydrae
Lambda Hydrae (41 Hydrae) é uma estrela na direção da constelação de Hydra. Possui uma ascensão reta de 10h 10m 35.40s e uma declinação de −12° 21′ 13.8″. Sua magnitude aparente é igual a 3.61. Considerando sua distância de 115 anos-luz em relação à Terra, sua magnitude absoluta é igual a 0.88. Pertence à classe espectral K0III.